# ブルーノ・コンティ
ブルーノ・コンティ（Bruno Conti, 1955年3月13日 -）は、イタリア・ローマ県ネットゥーノ出身の元同国代表サッカー選手、サッカー指導者。ポジションはMF（右サイドハーフ）。2012年にASローマの、2017年にイタリアサッカーの殿堂入りを果たした。

## クラブ経歴
子供の頃は野球に夢中な少年で、13歳の頃には将来を有望視される程、野球で才能を発輝し、アメリカの学校から奨学金を得ての入学を申し入れられたこともあったが、両親の反対により、断念した。1973年にアンツィオというサッカークラブに入団したが、18歳の時ASローマのプリマベーラへと入団した。1974年2月10日にニルス・リードホルム監督に見いだされ、トップチームの試合に先発起用された。このシーズン、トップチームで6試合に出場したが、翌1975-76シーズンからは、セリエBのジェノアに貸し出された、レギュラーを勝ち取り、チームもセリエA昇格を勝ち取った。1976-77シーズン、ローマに複帰して2シーズンプレーしたが、1977-78シーズンは怪我で余り試合へ出場出来ず、1978-79シーズンは再びジェノアに貸し出された。リードホルム監督が複帰を望み、ローマに複帰、その1979-80シーズンからはレギュラーの座を掴んだ。以降、パウロ・ロベルト・ファルカン、ロベルト・プルッツォらと共に1982-83シーズンのスクデット制覇に貢献した。
翌1983-84シーズンのUEFAチャンピオンズカップでは決勝戦に進出、決勝のリヴァプールFC戦の開催地は地元ローマという事もあって圧倒的優位が予想されたが、1-1の同点のままPK戦に突入。PK戦の2人目のキッカーとして挑んだコンティは、このPKを失敗し準優勝に終わった。
その後、1991年に現役引退するまでローマでプレーを続けた人気選手であった。
引退後は指導者の道へ進み、ローマの下部組織の監督等を務めていたが、2005年3月14日から2005年6月30日まで暫定的なローマの監督に就任。現在は、ローマのテクニカルディレクターを務めている。

## 代表経歴
1980年10月11日、ワールドカップ予選のルクセンブルク戦で代表にデビューした。11月15日、同予選のユーゴスラビア戦で代表初得点を決めた。
1982年にイタリアが3度目のワールドカップ制覇を成し遂げた時の中心選手の一人。イタリア代表として1982年のワールドカップ・スペイン大会ではマルコ・タルデッリと共にゲームメーカーのジャンカルロ・アントニョーニをサポート、3度目の世界制覇に貢献。ペレからも大会最高の選手と評価を受けるなど、大会のベストイレブンにも名を連ねた。1次リーグのペルー戦で1得点を決めた。2次リーグのアルゼンチン戦では、アントニオ・カブリーニの決勝点をアシスト。準決勝のポーランド戦では、クロスでパオロ・ロッシの得点をアシスト。決勝の西ドイツ戦では、アレッサンドロ・アルトベッリのゴールをアシストした。
1986年ワールドカップメキシコ大会では、ベスト16でフランスに敗れ、この試合が代表最後の出場となった。以降、代表におけるコンティの役割は、ロベルト・ドナドーニへと受け継がれた。

## プレースタイル
ドリブルの名手でスピードがあり、プレーはイマジネーションに溢れ、チームメートに多くのアシストを供給、強烈で正確なシュート力をも持ち合わせていた。

## エピソード
息子のアンドレア・コンティ、ダニエレ・コンティもサッカー選手で、ともにローマでキャリアをスタートさせたが、2012年現在、兄のアンドレアはACベッリンツォーナ、弟のダニエレはカリアリに所属している。